# Eiphosoma maculicoxa
Eiphosoma maculicoxa är en stekelart som först beskrevs av Günther Enderlein 1921.  Eiphosoma maculicoxa ingår i släktet Eiphosoma och familjen brokparasitsteklar. Inga underarter finns listade i Catalogue of Life.